# 宝物 (岡本真夜の曲)
「宝物」（たからもの）は、岡本真夜10作目のシングル。
1999年2月10日発売。発売元は徳間ジャパンコミュニケーションズ。
TBSテレビドラマ「ママチャリ刑事」主題歌。

## 収録曲
1. 宝物(5:08)
  - 作詞・作曲：岡本真夜、編曲：森俊之
2. 宝物 (Spiritual Track)(5:18)
3. 宝物 (Instrumental)(5:08)

## 収録アルバム
- サントラ『ママチャリ刑事 オリジナルサウンドトラック』（1999年3月10日）
- オリジナル・アルバム『魔法のリングにkissをして』（1999年8月4日）
※Album Mix
- ベスト・アルバム『RISE 1』（2000年5月31日）
- オムニバス・アルバム『デカまにあ』（2004年10月21日）

## タイアップ
- 宝物：TBSテレビドラマ「ママチャリ刑事」主題歌。